# Horton Kirby
Horton Kirby är en ort i grevskapet Kent i sydöstra England. Orten ligger i distriktet Sevenoaks samt i civil parishen Horton Kirby and South Darenth, cirka 6 kilometer sydost om Dartford. Tätorten (built-up area) hade 1 245 invånare vid folkräkningen år 2021. Horton Kirby nämndes i Domedagsboken (Domesday Book) år 1086, och kallades då Hortune.